# Anselm Ruest
Anselm Ruest (geboren 24. August 1878 als Ernst Samuel in Kulm, Deutsches Reich; gestorben 18. November 1943 in Carpentras, Frankreich) war ein deutscher Publizist, Philologe und Philosoph.

Anselm Ruest (unbekannter Fotograf)

## Leben
Ernst Samuel war Sohn eines Kantors und Religionslehrers im westpreußischen Kulm. Sein älterer Bruder war der erste Rabbiner der jüdischen Gemeinde Essen Salomon Samuel. Als Autor und Publizist wählte Ernst Samuel zum Pseudonym ein Anagramm seines Namens: Anselm Ruest. 
Er studierte 1897 bis 1905 in Berlin und Würzburg Theologie, orientalische Sprachen, Philosophie, Geschichte und Literatur, 1905 wurde er promoviert.
Mit dem Aufkommen des Nationalsozialismus emigrierte er 1933 nach Frankreich, wo er ab 1939 mehrmals interniert wurde. Im Jahr 1941 freigelassen, starb er 1943 nach schwerer Krankheit im südfranzösischen Exil.

## Leistungen
Anselms Ruests erstes größeres Werk war eine Monographie über Max Stirner (1906), ergänzt durch ein von ihm zusammengestelltes Stirner–Brevier.
Anselm Ruest hat einige klassische Werke herausgegeben. Clemens Brentanos Godwi (1906) zählt hier ebenso dazu wie Eckermanns Gespräche mit Goethe (1907) oder eine Jean-Paul-Anthologie (1912). Ruest war 1911 Mitbegründer von Franz Pfemferts Zeitschrift Die Aktion. 
Von 1919 bis 1925 war er Herausgeber der informellen Zeitschrift des Stirnerbundes, Der Einzige, im ersten Jahrgang zusammen mit „Mynona“. Aus den Archiven lässt sich eine reiche Korrespondenz mit den Größen seiner Zeit ablesen. Darunter Johannes Baader, André Gide, Ferdinand Hardekopf, Alfred Kerr, Rudolf Leonhard, André Malraux, Heinrich Mann, Paul Westheim und Paul Zech.

## Veröffentlichungen
- Max Stirner. Leben – Weltanschauung – Vermächtnis. Hermann Seemann Nachf., Berlin u. Leipzig 1906
- (Hrsg.:) Stirner–Brevier. Die Stärke des Einsamen. Hermann Seemann Nachf., Berlin u. Leipzig 1906
- (Hrsg.:) Clemens Brentano: Godwi oder Das steinerne Bild der Mutter. Ein verwildeter Roman. Hermann Seemann Nachf., Berlin 1906
- (Hrsg.:) Johann Peter Eckermann: Gespräche mit Goethe: in den letzten Jahren seines Lebens. Hermann Seemann Nachf., Berlin u. Leipzig 1907.
- (Hrsg.:) Victor Hadwiger: Wenn unter uns ein Wandrer ist. Ausgewählte Gedichte. A. R. Meyer-Verlag, Berlin-Wilmersdorf 1912.
- Apollodoros: Über Lyrik. Knorr, Berlin, 1913
- Des Junkers Schelmuffsky wahrhaft kuriose und sehr gefährliche Reisebeschreibung zu Wasser und zu Lande. Schneider, Berlin, 1920
- Zum wirklichen Individuum. Prolegomena zum Personalismus. Aus dem Nachlass hrsg. von Hartmut Geerken. Aisthesis, Bielefeld, 2004, ISBN 3-89528-374-6